# Crixos
Crixos (en latin : Crixus, en grec ancien : Κρίξος (Krixos)) est un gladiateur et chef militaire d'origine gauloise lors de la troisième guerre servile opposant la République romaine aux esclaves rebelles. Son nom signifie « le frisé » ou « le bouclé » en gaulois.

## Biographie
Né en Gaule, Crixos est réduit en esclavage par les Romains dans des circonstances inconnues,. Il est emmené à l'école d'entraînement des gladiateurs de Capoue, appartenant à Lentulus Batiatus, pour y suivre une formation de gladiateur. Il est décrit comme un Gaulois par les historiens anciens, et son nom est d'origine gauloise.
En 73 av. J.-C., il fait partie des quelque 70-78 gladiateurs soulevés par Spartacus qui s'échappent de l’école d’entraînement des gladiateurs. Après s'être évadés, les esclaves en fuite sans armes de guerre ou vivres, s'emparent de chariots transportant un stock d'armes. Ils défont aisément la milice de Capoue et traversent la Campanie en direction de la baie de Naples où ils sont rejoints par de nombreux travailleurs agricoles — esclaves fugitifs et hommes libres — et se réfugient sur les pentes du Vésuve, atteignant un total de 10 000 hommes.
Les rebelles choisissent Crixos — avec le Thrace Spartacus et le Gaulois Œnomaüs — comme leurs chefs. Plus tard au cours de la rébellion, un autre Gaulois, Castus, et l'ancien gladiateur gaulois Gannicus servent de lieutenant à Spartacus.
À la fin de 73 av .J.-C., une force de milice est envoyée par le Sénat romain, commandée par le prêteur Caius Claudius Glaber pour mettre fin à l'insurrection. Les esclaves gravissent en rappel les falaises du mont Vésuve et prennent à revers le camp romain. La milice romaine est massacrée. Avec ces premiers succès, des milliers de compagnons d’esclavage se ruent dans leurs rangs, les esclaves rebelles atteignent le nombre de 150 000 personnes. Les Romains lèvent une nouvelle armée, et les généraux Lucius Gellius Publicola et Cnaeus Cornelius Lentulus Clodianus sont envoyés par le Sénat pour mettre fin définitivement à l'insurrection.
À l'approche de l'armée romaine, Crixos et environ 20 000-30 000 fidèles, principalement Germains et Gaulois, se séparent de Spartacus et du corps principal d'esclaves échappés. D'après l'historien romain Salluste, Spartacus souhaite opérer sa retraite vers les Alpes et atteindre la Gaule cisalpine, tandis que Crixos souhaite conquérir Rome et affronter immédiatement la force romaine en route. Plutarque précise que Crixos et Spartacus se séparent par « orgueil et par une confiance téméraire ».
Pendant ce temps, Lucius Gellius s'avance le long de l'Apennin. Crixos marche au-devant de lui par la Lucanie et l'Apulie (l'actuelle Pouilles), et le rejoint sur le territoire des Samnites. Là les armées s'affrontent. Les Romains sont vaincus et abandonnent leur camp. Les rebelles de Crixos y entrent mais ne le pillent pas entièrement pendant la nuit.
Le lendemain, le contingent de Crixos est attaqué par surprise pendant le pillage par une armée romaine de 10 000 légionnaires placée sous le commandement du prêteur romain Quintus Arrius près du mont Gargano en 72 av. J.-C. Les esclaves n'ont pas eu le temps de prendre les armes et ont été massacrés pendant qu'ils festoyaient dans le camp romain. Crixos, qui a combattu avec bravoure dans un effort perdu, est tué dans le combat.
Spartacus entend parler de la déroute de Crixos et de ses forces, et en représailles, il organise des simulacres de jeux de gladiateurs dans lesquels il a forcé des soldats romains fait prisonniers à se battre jusqu'à la mort. 300-400 Romains sont sacrifiés en l'honneur de Crixos.

## Culture populaire

### Fiction
- Crixos est interprété par John Ireland dans le film Spartacus de 1960.
- Crixos apparaît comme un personnage dans l'album Jeff Wayne's Musical Version of Spartacus, joué par l'ex-chanteur principal de Marillion, Fish.
- Crixos est interprété par Paul Kynman dans le téléfilm Spartacus de 2004.
- Dans le système de wargame miniature au tour par tour extensible Heroscape, Crixos est un héros gladiateur unique.
- Crixus est interprété par Manu Bennett dans la série Spartacus : Le Sang des gladiateurs et ses suites Spartacus : Vengeance et Spartacus : La Guerre des damnés, ainsi que dans le préquel de celle-ci Spartacus : Les Dieux de l'arène.

### Littérature
- 1873 : Benoît Malon, Spartacus ou la guerre des esclaves, 1873, inspiré par le parallèle entre la révolte des esclaves et la Commune de Paris. (rééd. par Jacques André éditeur 2008).
- 1939 : Spartacus (The Gladiators), Arthur Koestler (Traduction française en 1945 chez Aimery Somogy. Réédité depuis chez Calman-Levy).
- 1951 : Spartacus, roman de Howard Fast sur lequel est basé le film de Stanley Kubrick.
- 1988 : Spartacus et la révolte des gladiateurs, Joël Schmidt, Mercure de France.
- 2005 : Les Romains, tome 1 Spartacus, révolte des esclaves, roman de Max Gallo, éd. Fayard.